# Patinação de velocidade em pista curta nos Jogos Olímpicos de Inverno de 2018 - 1500 m masculino
As competições de 1500 m masculino da patinação de velocidade em pista curta nos Jogos Olímpicos de Inverno de 2018 foram na Arena de Gelo Gangneung, localizada na subsede de Gangneung em 10 de fevereiro de 2018.

## Medalhistas
| Ouro   | KOR Lim Hyo-jun       |
| Prata  | NED Sjinkie Knegt     |
| Bronze | OAR Semion Elistratov |

## Recordes
Antes desta competição, os recordes mundiais e olímpicos da prova eram os seguintes:
| Tipo | Atleta      | Tempo        | Local     | Data                    |
| ---- | ----------- | ------------ | --------- | ----------------------- |
|      | Noh Jin-Kyu | 2:09.041 min | Xangai    | 10 de dezembro de 2011  |
|      | Lee Jung-Su | 2:10.949 min | Vancouver | 13 de fevereiro de 2010 |

Os seguintes recordes mundiais e/ou olímpicos foram estabelecidos durante esta competição:
| Data            | Evento | Atleta          | Marca        | Notas            |
| --------------- | ------ | --------------- | ------------ | ---------------- |
| 10 de fevereiro | Final  | KOR Lim Hyo-jun | 2:10.485 min | Recorde olímpico |

## Resultados

### Preliminares

#### Eliminatórias
Q — classificado para as semifinais
ADV — classificado após decisão dos juízes
PEN — pênalti
YC — cartão amarelo
| Pos. | Bateria | Atleta                     | Tempo     | Notas |
| ---- | ------- | -------------------------- | --------- | ----- |
| 1    | 1       | HUN Sándor Liu Shaolin     | 2:12.835  | Q     |
| 2    | 1       | CAN Samuel Girard          | 2:12.923  | Q     |
| 3    | 1       | OAR Semion Elistratov      | 2:13.087  | Q     |
| 4    | 1       | JPN Hiroki Yokoyama        | 2:13.323  |       |
| 5    | 1       | BEL Ward Pétré             | 2:17.362  |       |
| 7    | 1       | GBR Farrell Treacy         | DNF       |       |
| 1    | 2       | CAN Charles Hamelin        | 2:12.130  | Q     |
| 2    | 2       | BEL Jens Almey             | 2:12.998  | Q     |
| 3    | 2       | USA Aaron Tran             | 2:14.133  | Q     |
| 4    | 2       | AUS Andy Jung              | 2:16.995  | ADV   |
| 5    | 2       | CHN Han Tianyu             | 2:38.865  | ADV   |
| 7    | 2       | ITA Yuri Confortola        | 9:99.99 ! | PEN   |
| 1    | 3       | KOR Hwang Dae-heon         | 2:15.561  | Q     |
| 2    | 3       | NED Itzhak de Laat         | 2:15.691  | Q     |
| 3    | 3       | CHN Wu Dajing              | 2:15.823  | Q     |
| 4    | 3       | ITA Tommaso Dotti          | 2:16.177  |       |
| 5    | 3       | CAN Pascal Dion            | 2:16.856  | ADV   |
| 6    | 3       | PRK Choe Un-song           | 2:18.213  |       |
| 7    | 3       | ISR Vladislav Bykanov      | 9:99.99 ! | PEN   |
| 1    | 4       | KOR Lim Hyo-jun            | 2:13.891  | Q     |
| 2    | 4       | FRA Sébastien Lepape       | 2:13.965  | Q     |
| 3    | 4       | HUN Shaoang Liu            | 2:14.160  | Q     |
| 4    | 4       | KAZ Denis Nikisha          | 2:14.847  |       |
| 5    | 4       | BLR Maksim Siarheyeu       | 2:15.242  |       |
| 7    | 4       | JPN Kazuki Yoshinaga       | 9:99.99 ! | PEN   |
| 1    | 5       | KOR Seo Yi-ra              | 2:18.750  | Q     |
| 2    | 5       | LAT Roberto Puķītis        | 2:18.825  | Q     |
| 3    | 5       | USA J. R. Celski           | 2:19.028  | Q     |
| 4    | 5       | JPN Keita Watanabe         | 2:19.205  |       |
| 5    | 5       | HUN Csaba Burján           | 2:19.284  |       |
| 6    | 5       | OAR Aleksandr Shulginov    | 2:19.308  |       |
| 1    | 6       | USA John-Henry Krueger     | 2:15.671  | Q     |
| 2    | 6       | FRA Thibaut Fauconnet      | 2:15.768  | Q     |
| 3    | 6       | NED Sjinkie Knegt          | 2:15.949  | Q     |
| 4    | 6       | OAR Pavel Sitnikov         | 2:33.653  |       |
| 5    | 6       | CHN Xu Hongzhi             | 2:35.641  | ADV   |
| 6    | 6       | KAZ Nurbergen Zhumagaziyev | DNF       |       |

### Semifinais
QA – classificado para a Final A
QB – classificado para a Final B
ADV — classificado após decisão dos juízes
PEN — pênalti
YC — cartão amarelo
| Pos. | Bateria | Atleta                 | Tempo     | Notas |
| ---- | ------- | ---------------------- | --------- | ----- |
| 1    | 1       | OAR Semion Elistratov  | 2:11.003  | QA    |
| 2    | 1       | CAN Charles Hamelin    | 2:11.124  | QA    |
| 3    | 1       | KOR Seo Yi-ra          | 2:11.126  | QB    |
| 4    | 1       | LAT Roberto Puķītis    | 2:11.165  | QB    |
| 5    | 1       | AUS Andy Jung          | 2:11.183  |       |
| 6    | 1       | CAN Samuel Girard      | 9:99.99 ! | ADV   |
| 7    | 1       | USA J. R. Celski       | 9:99.99 ! | PEN   |
| 1    | 2       | NED Sjinkie Knegt      | 2:11.900  | QA    |
| 2    | 2       | FRA Thibaut Fauconnet  | 2:12.049  | QA    |
| 3    | 2       | CAN Pascal Dion        | 2:12.640  | QB    |
| 4    | 2       | USA Aaron Tran         | 2:13.487  | QB    |
| 5    | 2       | HUN Sándor Liu Shaolin | 2:45.709  | ADV   |
| 6    | 2       | BEL Jens Almey         | 9:99.99 ! |       |
| 7    | 2       | USA John-Henry Krueger | 9:99.99 ! | PEN   |
| 1    | 3       | KOR Lim Hyo-jun        | 2:11.389  | QA    |
| 2    | 3       | KOR Hwang Dae-heon     | 2:11.469  | QA    |
| 3    | 3       | NED Itzhak de Laat     | 2:11.781  | ADV   |
| 4    | 3       | CHN Han Tianyu         | 2:11.827  | QB    |
| 5    | 3       | FRA Sébastien Lepape   | 2:11.967  |       |
| 6    | 3       | CHN Xu Hongzhi         | 2:19.310  |       |
| 7    | 3       | HUN Shaoang Liu        | 9:99.99 ! | PEN   |
| 7    | 3       | CHN Wu Dajing          | 9:99.99 ! | PEN   |

### Finais

#### Final B (consolação)
| Pos. | Atleta              | Tempo    | Notas |
| ---- | ------------------- | -------- | ----- |
| 8    | CHN Han Tianyu      | 2:26.281 |       |
| 9    | KOR Seo Yi-ra       | 2:26.346 |       |
| 10   | CAN Pascal Dion     | 2:26.412 |       |
| 11   | LAT Roberto Puķītis | 2:26.525 |       |
| 12   | USA Aaron Tran      | 2:27.127 |       |

#### Final A
| Pos.              | Atleta                 | Tempo     | Notas            |
| ----------------- | ---------------------- | --------- | ---------------- |
| Medalha de ouro   | KOR Lim Hyo-jun        | 2:10.485  | Recorde olímpico |
| Medalha de prata  | NED Sjinkie Knegt      | 2:10.555  |                  |
| Medalha de bronze | OAR Semion Elistratov  | 2:10.687  |                  |
| 4                 | CAN Samuel Girard      | 2:11.176  |                  |
| 5                 | HUN Sándor Liu Shaolin | 2:11.520  |                  |
| 6                 | NED Itzhak de Laat     | 2:12.362  |                  |
| 7                 | FRA Thibaut Fauconnet  | 2:53.150  |                  |
| 9                 | KOR Hwang Dae-heon     | DNF       |                  |
| 9                 | CAN Charles Hamelin    | 9:99.99 ! | PEN              |

Legenda
| Recorde mundial      | Recorde mundial (World record)               |                       | Recorde africano                      | Recorde africano (African) |                                           | Q | Classificado por posição (Qualified) |
| Recorde olímpico     | Recorde olímpico (Olympic record)            | Recorde da América    | Recorde da América (Americas)         | q                          | Classificado por melhor tempo (Qualified) |   |                                      |
| Melhor marca do ano  | Melhor marca do ano (World leading)          | Recorde asiático      | Recorde asiático (Asian)              | DNS                        | Não largou (Did not start)                |   |                                      |
| Recorde nacional     | Recorde nacional (National record)           | Recorde europeu       | Recorde europeu (European)            | DNF                        | Não terminou (Did not finish)             |   |                                      |
| Recorde pessoal      | Recorde pessoal do atleta (Personal best)    | Recorde da Oceania    | Recorde da Oceania (Oceania)          | DSQ / DQ                   | Desclassificado (Disqualified)            |   |                                      |
| Recorde da temporada | Recorde da temporada do atleta (Season best) | Recorde sul-americano | Recorde sul-americano (South America) | NM                         | Sem marca (No mark)                       |   |                                      |